# Offshore-Windpark Dogger Bank
Dogger Bank ist ein Offshore-Windpark-Cluster im Vereinigten Königreich in der Nordsee. Namensgebend für den Windpark ist die Sandbank Doggerbank. Der Windpark wird von mehreren Energieversorgungsunternehmen entwickelt und teilt sich verschiedene Teilgebiete auf. Insgesamt könnte eine installierte Leistung von bis zu 9.000 MW realisiert werden. Eine Erweiterung auf 13.000 MW ist möglich.
Das Potentialgebiet ist 8.660 km² groß und befindet sich zwischen 125 und 290 Kilometer vor dem ostenglischen Yorkshire. Das Forewind-Konsortium besteht aus SSE plc, Equinor, Statkraft und RWE (vormals Innogy).

## Teilgebiete
Die einzelnen Teilgebiete könnten jeweils über 1200 MW installierter Leistung verfügen und aus hunderten Windenergieanlagen bestehen. Für die beiden Teilgebiete Dogger Bank A und Dogger Bank B wurde die Baugenehmigung im Februar 2015 erteilt. Die Erweiterungen Dogger Bank C und Sofia folgten später.
Angestrebt wird eine vollständige Inbetriebnahme von Doggerbank A und B bis Anfang 2025, wobei die ersten Turbinen bereits ab Sommer 2023 Strom liefern sollen. Doggerbank C soll Anfang 2026 in Betrieb gehen. Zusammen sollen die drei Projekte mit einer Leistung von insgesamt 3,6 GW etwa 9 Mrd. Pfund kosten.

### Dogger Bank A

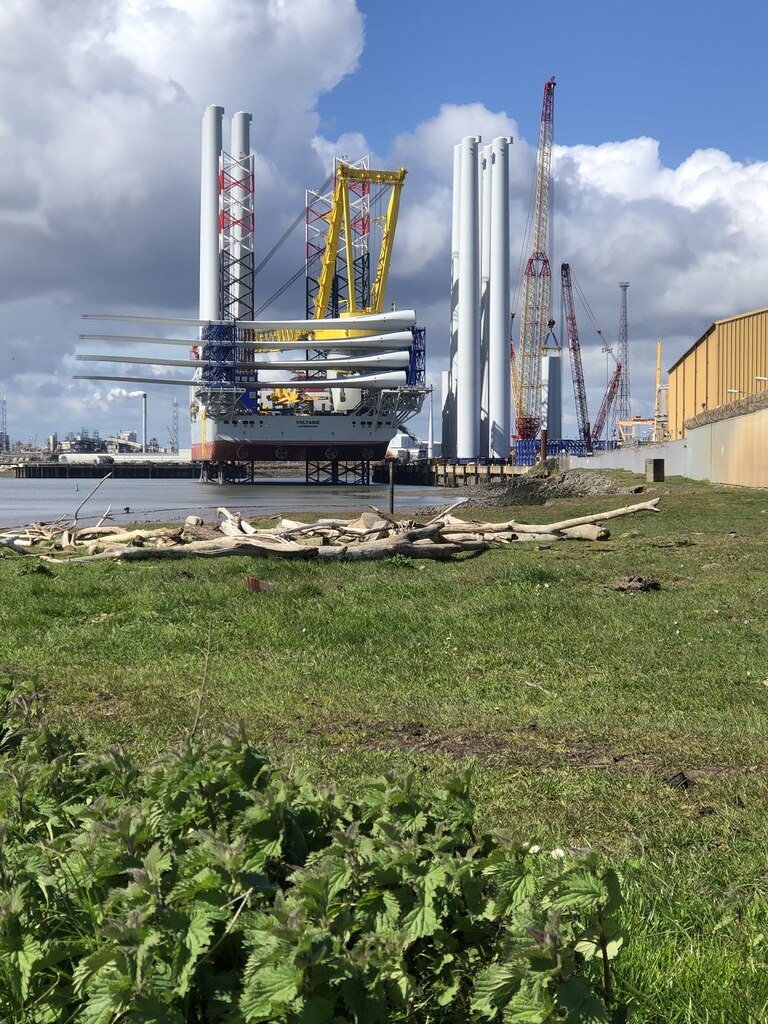
Komponenten für Dogger Bank im Hafen von Hartlepool, April 2024

Das Teilgebiet Dogger Bank A (vormals Creyke Beck A) wurde im September 2019 für 1200 Megawatt mit 39,65 £ pro Megawattstunde bezuschlagt. Über einen Differenzkontrakt wird die Einspeisevergütung dem Betreiber für 15 Jahre staatlich zugesichert (Barwert von 2012). Erfolgreicher Bieter ist die Doggerbank Offshore WindFarm Project1ProjcoLimited, eine Kooperation zwischen SSE und Equinor. Die Inbetriebnahme ist für 2025 geplant.
Bei der Errichtung kam es im Mai und August 2024 zu zwei Zwischenfällen, bei denen Rotorblätter zu Bruch gingen.

### Dogger Bank B
Das Teilgebiet Dogger Bank B (vormals Creyke Beck B) wurde im September 2019 für 1200 Megawatt mit 41,61 £ pro Megawattstunde bezuschlagt. Erfolgreicher Bieter ist die Doggerbank Offshore WindFarm Project2ProjcoLimited, eine Kooperation zwischen SSE und Equinor. Die Inbetriebnahme ist ebenfalls für 2025 geplant.

### Dogger Bank C
Das Teilgebiet Dogger Bank C (vormals Teesside A) wurde im September 2019 für 1200 Megawatt mit 41,61 £ pro Megawattstunde bezuschlagt. Erfolgreicher Bieter ist die Doggerbank Offshore WindFarm Project3ProjcoLimited, eine Kooperation zwischen SSE und Equinor. Die Inbetriebnahme ist für 2026 geplant.

### Sofia
Das Teilgebiet Sofia (vormals Teesside B) wurde im September 2019 für 1400 Megawatt mit 39,65 £ pro Megawattstunde bezuschlagt. Erfolgreicher Bieter ist die Sofia Offshore Wind Farm Limited, eine Betreibergesellschaft von RWE.
Im März 2021 wurde die endgültige Entscheidung für den Bau getroffen. Im Juni 2021 begannen erst vorbereitende Baumaßnahmen an Land. Die Inbetriebnahme ist für Ende 2026 geplant. Die kalkulierten Kosten für das Gesamtprojekt mit 100 Windkraftanlagen der 14-MW-Klasse liegen bei 3 Mrd. Pfund (etwa 3,5 Mrd. Euro).
Im Mai 2024 wurde die erste Gründung von 100 Monopiles im Meeresboden installiert.

### Dogger Bank D
Das Teilgebiet Dogger Bank D wird gemeinsam von SSE und Equinor entwickelt. Es hat ein Potenzial von bis zu 1320 MW. Der Netzanschlusspunkt mit der Bezeichnung Birkhill Wood befindet sich in East Riding of Yorkshire.

### Dogger Bank South
Das Teilgebiet Dogger Bank South wird von RWE entwickelt. Es hat ein Potenzial von bis zu 3000 MW. RWE hat in einem frühen Entwicklungsstadium bereits 49 % am Windpark an Masdar aus Abu Dhabi abgegeben.

## Windkraftanlagen
Für Dogger Bank A und Dogger Bank B haben Equinor und SSE den Bau von Windkraftanlagen des Typs GE Wind Energy Haliade-X 13 MW vorgesehen. Für Dogger Bank C sind 87 Windenergieanlagen des Typs Haliade-X mit 14,7 MW Leistung vorgesehen.
Für den Aufbau der Windenergieanlagen in den Teilgebieten A bis C wurde die Jan de Nul Group mit dem aktuell größten Errichterschiff Voltaire beauftragt. 100 Anlagen der Siemens Gamesa SG 14-222 DD hat RWE für das Teilprojekt Sofia bestellt. Davon erhalten 44 Maschinen recyclebare Rotorblätter.

## Netzanschluss
„Dogger Bank“ ist der erste britische Offshore-Windpark, der den Netzanschluss in Hochspannungs-Gleichstrom-Übertragung (HGÜ) realisiert. Die Leistung von 2,4 Gigawatt der Windkraftanlagen in Dogger Bank A und Dogger Bank B wird mit 66 Kilovolt Wechselstrom (AC) an zwei Konverterplattformen angeschlossen. Die Verbindung an das 200 Kilometer entfernte National-Grid-Umspannwerk Creyke Beck bei Cottingham (East Riding of Yorkshire) wird in HGÜ-Technik mit einer Spannung von 320 Kilovolt erfolgen. In der Konverterstation an Land wird die Spannung in 400 Kilovolt Wechselstrom für das Übertragungsnetz umgewandelt. Die beiden Offshore-Plattformen werden von Aibel hergestellt, die HGÜ-Konvertertechnik wird Hitachi ABB Power Grids liefern. Die Windkraftanlagen in Dogger Bank C werden an das Umspannwerk Lackenby bei Teesside, Middlesbrough angeschlossen.
Mit der Lieferung und Verlegung der See- und Erdkabel wurde NKT beauftragt.
RWE hat für die Netzanbindung von Sofia ein Konsortium aus General Electric und Sembcorp Marine beauftragt. Das Offshore-HGÜ-System wird 1.400 Megawatt mit einer Spannung von 320 Kilovolt über eine Länge von 220 Kilometer übertragen.

## North Sea Wind Power Hub
Es existieren Pläne, in dem Seegebiet um die Sandbank großräumig bis zu 100.000 Megawatt Windenergieleistung aufzubauen. Dies würde mit einem internationalen Verteilnetz realisiert. Dazu schlossen sich die Übertragungsnetzbetreiber Energinet.dk aus Dänemark sowie Tennet TSO und Tennet Holding aus Deutschland bzw. den Niederlanden zusammen und treiben die Idee voran. Hierzu wurde am 23. März 2017 ein Vertrag im Beisein des EU-Kommissars für die Energieunion, Maroš Šefčovič, unterzeichnet. Ergänzend wird überlegt, eine oder mehrere künstliche Inseln im Gebiet zu errichten (Power Link Island). Auf diesen sollen Energie-Verteilkreuze mit Interkonnektoren zur Verteilung der Energie von den Windparks und allgemein zwischen allen Nordsee-Anrainerstaaten errichtet werden. Ferner könnte eine Insel dort als zentrale Wartungsstation für die Offshore-Windparks dienen.

## Betrieb
Die Betreiber von Dogger Bank nutzen ein Gelände im Hafen von Newcastle upon Tyne als Wartungs- und Servicestützpunkt mit einem Lager für Ersatzteile.
Shell Energy Europe wird 20 % des erzeugten Stroms aus Dogger Bank über Power Purchase Agreements mit langjähriger Laufzeit abnehmen und 2,4 Terawattstunden an die Octopus Energy Group liefern.